# André Guesdon
André Guesdon (Bénouville, 14 ottobre 1948 – Monaco, 15 settembre 2020) è stato un allenatore di calcio e calciatore francese, di ruolo difensore.

## Carriera

### Giocatore
Nella sua carriera professionistica, svoltasi fra il 1970 e il 1982, ha disputato 243 incontri in massima serie con le maglie del Monaco, del Bastia, del Bordeaux e del Nizza. Conta inoltre 13 presenze nelle coppe europee, fra cui i due incontri di finale della Coppa UEFA 1977-1978.

### Allenatore
Ha prevalentemente allenato squadre delle serie inferiori, in particolare le squadre riserve dell'Angers e dello Châteauroux; dello SCO Guesdon fu anche allenatore della prima squadra fra il 1994 e il 1997, subentrando in corso nelle prime due stagioni e rimanendo in pianta stabile nell'ultima.